# Totzenbach
Das kleine Dorf Totzenbach ist eine Ortschaft und eine Katastralgemeinde der Gemeinde Kirchstetten im niederösterreichischen Mostviertel an der Grenze zum Wienerwald. Die Ortschaft hat 469 Einwohner (Stand 1. Jänner 2024). Bis Ende 1970 war Totzenbach eine selbständige Gemeinde.

## Geografie
Totzenbach grenzt unmittelbar an den Haspelwald.

## Geschichte
Urkundlich wurde Totzenbach 1130 genannt. Der Ort stand ursprünglich bis 1394 im Eigentum der Totzenbacher und war von 1513 bis 1823 das Herrschaftszentrum der niederösterreichischen Linie der Trauttmansdorff. 1683 im Türkenkrieg ist der Ort weitgehend abgebrannt.
Namensherkunft: 1257 Tocenpach, 1377 Totzenpach, mit der Bedeutung „Bach, der nach einem Mann mit dem Namen Tozo (althochdeutscher Personenname Tozo oder Totzo) benannt ist“.
Laut Adressbuch von Österreich waren im Jahr 1938 in der Ortsgemeinde Totzenbach ein Bäcker, zwei Fleischer, zwei Gastwirte, drei Gemischtwarenhändler, ein Schmied, zwei Schneider und zwei Schneiderinnen, ein Schuster, ein Tischler, zwei Viehhändler und einige Landwirte ansässig.
Die ehemalige Gemeinde Totzenbach wurde 1971 Teil der Marktgemeinde Kirchstetten.

## Persönlichkeiten
- Siegmund Joachim von Trauttmansdorff († 1706), Feldmarschall.
- Franz Ehrenreich von Trauttmannsdorff (1662–1719), Diplomat und Politiker

## Öffentliche Einrichtungen
In Totzenbach befindet sich eine Volksschule.

## Kultur und Sehenswürdigkeiten
- Schloss Totzenbach

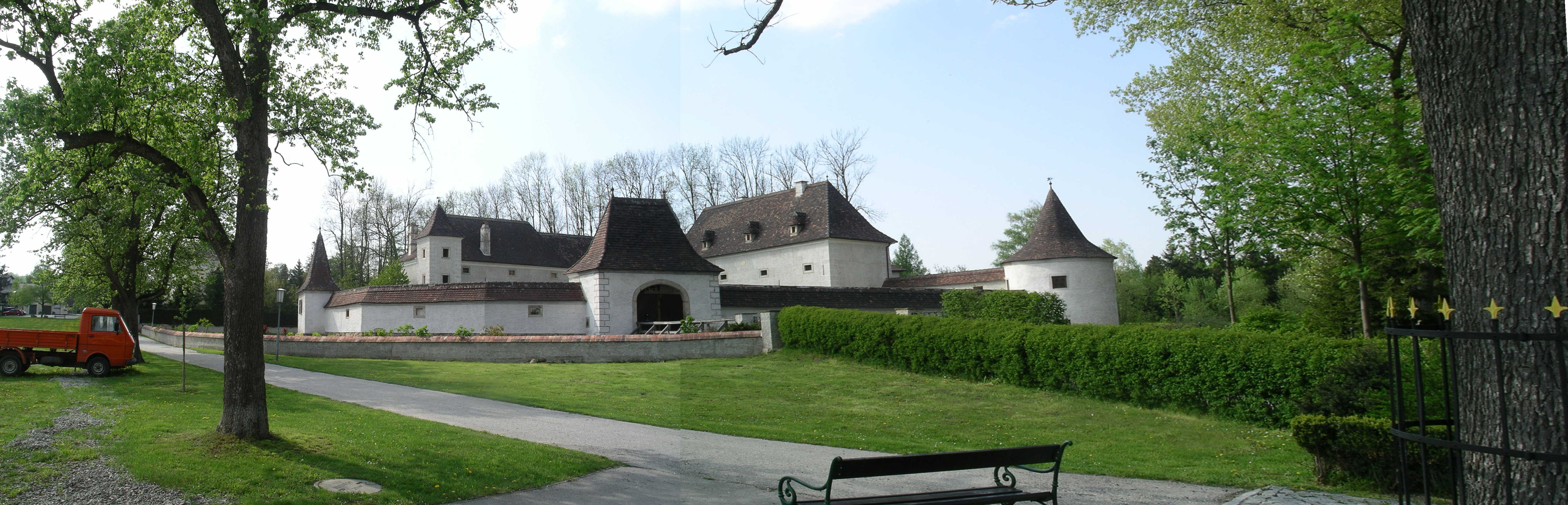
Schloss Totzenbach

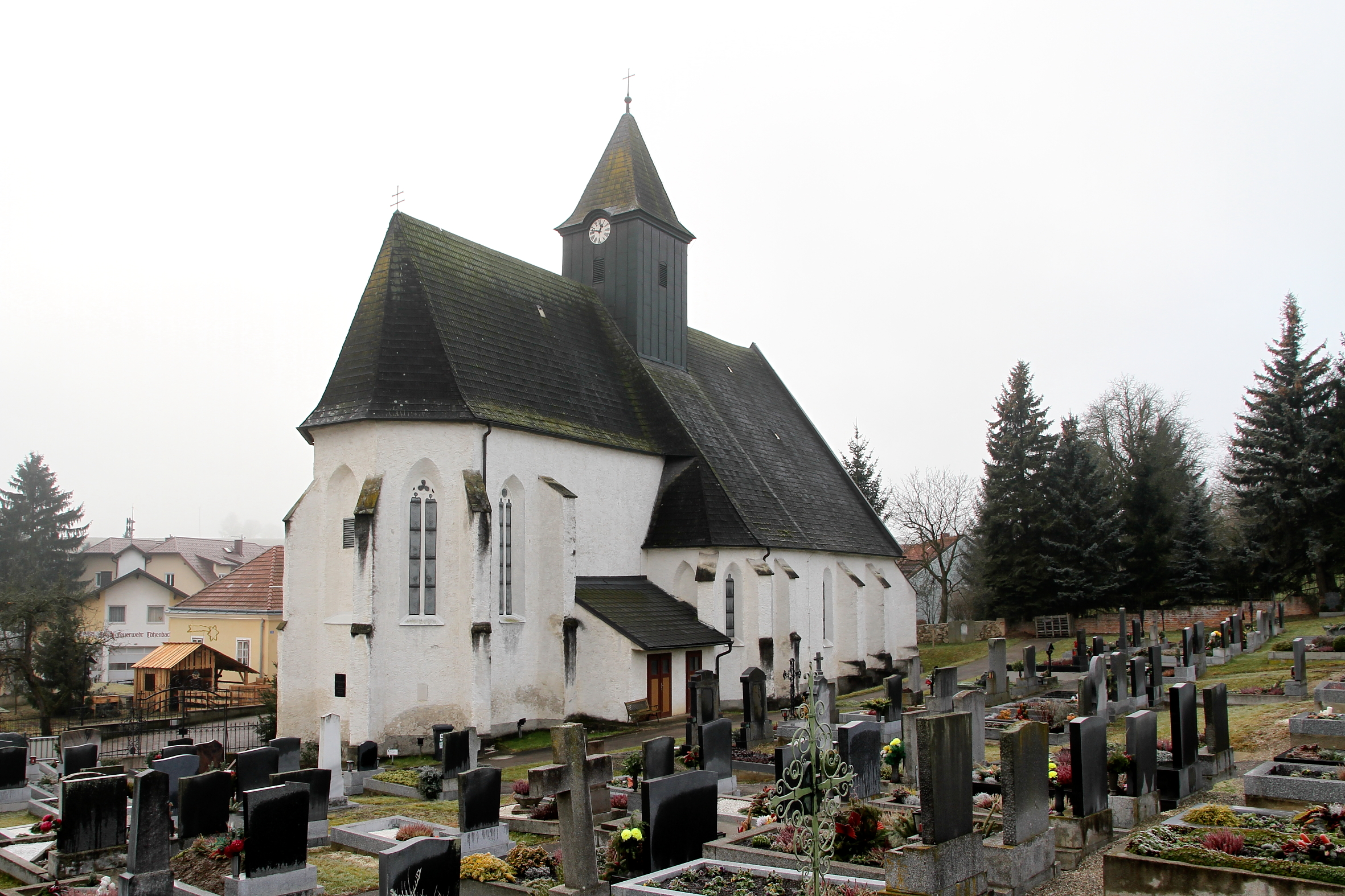
Pfarrkirche Totzenbach

- Katholische Pfarrkirche Totzenbach Allerheiligen
- Kaiser-Franz-Joseph-Jubiläums-Volksschule
- Kleiner Bruckhof
- Gerichtsstein mit Reliefwappen zwischen Kirche und Schule
- Dorfmuseum Alte Schmiede
- Dorfarchiv